# Nicky Wire
Nicky Wire, pseudonimo di Nicholas Allen Jones (Blackwood, Caerphilly, 20 gennaio 1969), è un bassista e cantante britannico, autore dei testi, occasionalmente voce solista dei Manic Street Preachers. Ha inoltre pubblicato un album solista.
Lo pseudonimo Wire (fil di ferro) deriva dalla sua altezza non comune, 192 cm, che gli conferisce una wiry frame (corporatura asciutta).

## Biografia
Nicky Wire è nato nel 1969 a Blackwood, una piccola città nel distretto unitario di Caerphilly in Galles. 
Ha frequentato l'istituto comprensivo Oakdale insieme a James Dean Bradfield, Sean Moore e Richey Edwards. Si è quindi laureato in Scienze Politiche all'Università di Swansea.
Membro fondatore dei Manic Street Preachers insieme a James Dean Bradfield e Sean Moore, ha scritto i testi insieme a Richey Edwards fino al 1995, anno della sua scomparsa. Da allora è diventato il principale paroliere del gruppo, con l'eccezione dell'album del 2009 Journal for Plague Lovers, i cui testi fanno parte del materiale che Richey Edwards affidò alla band prima di scomparire.
È inoltre l'attuale bassista, sebbene suonasse la chitarra ritmica agli esordi dei Manic Street Preachers. Partecipa occasionalmente ai cori, ma compare come voce solista nel brano William's Last Words, una sorta di testamento di Richey Edwards, contenuto nell'album Journal for Plague Lovers; in Wattsville Blues, contenuta nell'album Know Your Enemy, e nel brano The Future Has Been Here 4 Ever dall'album del 2010 Postcards from a Young Man. Quest'album lo vede nelle vesti di compositore anche per quanto riguarda il brano Some kind of Nothingness, per il quale ha scritto la musica.
Il brano Wattsville Blues è la risposta personale allo scoop del Daily Mirror che rivelò la cittadina di residenza di Wire, Wattsville appunto, il quale decise quindi di ammettere il fatto e di omaggiarla tramite una canzone.
Ha un fratello, Patrick Jones, scrittore, commediografo e regista, il quale ha collaborato con i Manic Street Preachers come regista di alcuni video.
È autore del doppio volume fotografico, la cui uscita è prevista per novembre 2011, Death of a Polaroid: A Manics Family Album, il quale ripercorre la storia ventennale dei Manic Street Preachers attraverso le polaroid scattate dallo stesso Wire.
Nel 2006 ha pubblicato da solista l'album I Killed the Zeitgeist dal quale è stato pubblicato il singolo Break my heart slowly.

## Vita privata
Sebbene molto incline a esprimere le sue opinioni su fenomeni di costume e/o musicali, ha sempre mantenuto un certo riserbo sulla sua vita privata. Nel 1993 ha sposato la sua fidanzata storica, Rachel, dalla quale ha avuto due figli: Clara Enola, nata nel 2002, e Stanley McCarthey, nato nel 2007.
Ha dichiarato di soffrire della Sindrome di Gilbert.
È noto il suo disturbo ossessivo compulsivo riguardante la pulizia degli ambienti. Ha dichiarato di possedere tre aspirapolveri Dyson e di ritenerle al pari delle opere d'arte.
Nonostante avesse conseguito la laurea nel 1990, non ha mai partecipato alla cerimonia per il ritiro del titolo fino al 7 aprile 2005, quando gli è stato consegnato dal vice cancelliere dell'Università di Swansea, Richard Davies, in occasione di una celebrazione onoraria.

## Discografia solista

### Album
- I Killed the Zeitgeist (2006)

### Singoli
- Break My Heart Slowly (2006)

## Riconoscimenti
Nel 1997 i lettori del Melody Maker lo hanno votato come secondo artista musicale più sexy, e nel 2009 il Wales Online lo ha messo al 41º posto nella classifica degli uomini gallesi più sexy.